# Cireșu (okręg Vâlcea)
Cireșu – wieś w Rumunii, w okręgu Vâlcea, w gminie Stroești. W 2011 roku liczyła 798 mieszkańców.